# Streptokokni faringitis
Streptokokni faringitis odnosno streptokokna upala grla bolest je koju uzrokuje najčešće bakterije beta-hemolitički streptokoki skupine A (lat. streptococcus pyogenes),iako je moguća i infekcija skupinama C i G. Zarazu izazivaju beta-hemolitički streptokoki, bakterije loptasta oblika koje dijelimo u skupine A, B, C, D, G.
Streptokokna upala grla obuhvaća grlo i krajnike. Krajnici su dvije žlijezde u grlu na stražnjoj strani usta. Streptokokna upala grla može zahvatiti i organ disanja (grkljan). Uobičajeni simptomi obuhvaćaju temperaturu, bol u grlu (poznato kao upala grla) i natečenost žlijezda (limfnih čvorova) u vratu. Streptokok je uzročnik 37 posto upala grla u djece.
Streptokokna upala grla širi se doticajem s bolesnom osobom. Kako bismo bili sigurni da osoba ima streptokoknu upalu grla, potrebno je provesti pretragu poznatu kao kultura brisa grla. Vjerojatnost prisutnosti streptokokne upale grla može se odrediti čak i bez pretrage, a na temelju simptoma. Osobi oboljeloj od streptokokne upale grla mogu pomoći antibiotici. Antibiotici su lijekovi koji uništavaju bakterije. Najčešće se rabe za sprječavanje komplikacija kao što je reumatska groznica, a ne za skraćivanje trajanja bolesti.

## Znakovi i simptomi
Uobičajeni simptomi streptokokne upale su natečeno grlo, temperatura veća od 38 °C, gnojne naslage (žuta ili zelena tekućina sačinjena iz mrtvih bakterija i bijelih krvnih stanica) na krajnicima i natečeni limfni čvorovi.
Mogu se pojaviti i drugi simptomi kao što su:
- bol u glavi (glavobolja)[4]
- povraćanje ili nagon na povraćanje (mučnina)[4]
- bol u želudcu[4]
- bol u mišićima[5]
- osip (male crvene otekline) na tijelu ili u ustima i grlu. To je neuobičajen, no specifičan pokazatelj.[3]

Osoba zaražena streptokoknom upalom grla razvit će simptome od jednog do tri dana nakon doticaja s oboljelom osobom.
- Primjer streptokokne upale grla. Obratite pozornost na velike krajnike s gnojnim naslagama.
- Primjer streptokokne upale grla. Obratite pozornost na crvene točkice. To je osip koji je neuobičajen, no specifičan pokazatelj.[3]
- Primjer streptokokne upale grla u 8-godišnjaka. Obratite pozornost na velike krajnike u stražnjem dijelu grla prekrivene gnojnim nakupinama.

## Uzrok
Streptokoknu upalu grla uzrokuje bakterija pod nazivom beta-hemolitički streptokok skupine A (engl. GAS).Upalu grla mogu uzrokovati i druge bakterije i virusi. Zaraza nastaje izravnim, bliskim doticajem s oboljelom osobom. Bolest se lakše širi među skupinama okupljenih ljudi. 
Primjeri okupljanja odnose se na, primjerice, skupine osoba u vojsci ili školama. Bakterije GAS sušenjem prelaze u prašinu, no tada se ljudi od njih ne mogu razboljeti. Ako su bakterije u okolini izložene vlazi, ljudi se od njih mogu razboljeti u razdoblju od najviše 15 dana. Vlažne bakterije mogu se naći na predmetima kao što su četkice za zube. Te bakterije mogu živjeti u hrani, no to je vrlo neuobičajeno. Osobe koje jedu zaraženu hranu također se mogu razboljeti. Dvanaest posto djece bez simptoma streptokokne upale grla u svojim ždrijelima obično ima GAS.

## Dijagnoza
| Bodovi      | Vjerojatna prisutnost streptokoka | Liječenje                                        |
| ----------- | --------------------------------- | ------------------------------------------------ |
| 1 ili manje | <10%                              | nisu potrebni ni antibiotici ni kultura          |
| 2           | 11–17%                            | antibiotici na temelju kulture ili pretrage RADT |
| 3           | 28–35%                            | antibiotici na temelju kulture ili pretrage RADT |
| 4 ili 5     | 52%                               | antibiotici bez pretrage kulture                 |

Dijagnostički kriteriji nazvani modificiranom Centorovom ljestvicom liječnicima olakšavaju odlučivanje o liječenju osoba s upalom grla. Centorova ljestvica sastoji se od pet kliničkih mjerenja ili pregleda. Ona služi za određivanje vjerojatnosti prisutnosti streptokokne upale grla.
Za svaki se od sljedećih kriterija dodjeljuje jedan bod:
- kašalj nije prisutan
- natečeni limfni čvorovi ili limfni čvorovi bolni na dodir
- tjelesna temperatura veća od 38 °C
- gnojna nakupina na krajnicima ili otečenost krajnika
- oboljela osoba mlađa od 15 godina (ako je osoba starija od 44 godine, oduzima se bod)

### Laboratorijska ispitivanja
Testiranje pod nazivom bris kulture grla glavni je način za otkrivanje streptokokne upale grla. 
Ovo je testiranje točno u 90 do 95 posto svih slučajeva. Postoji još jedan test pod nazivom brzi test za dokaz streptokoka odnosno test za brzo otkrivanje antigena RADT (engl. rapid antigen detection test). Brzi test za dokaz streptokoka brži je od analize kulture grla, no točno otkriva bolest u samo 70 posto slučajeva. Obje pretrage mogu dokazati da osoba nije oboljela od streptokokne upale grla. U 98 posto slučajeva to se može točno dokazati pretragama.
Kada je osoba bolesna, kultura grla ili brzi test za dokaz streptokoka mogu pokazati ako je osoba oboljela od streptokokne upale grla. Osobe bez simptoma ne bi trebale ići na pretragu kulture grla ili brzi test za dokaz streptokoka jer pojedine osobe u svojim grlima imaju streptokokne bakterije bez loših rezultata nalaza. Tim osobama nije potrebno liječenje.

### Uzroci sličnih simptoma
Neki od simptoma streptokokne upale grla isti su kao i simptomi nekih drugih bolesti. Zbog toga je teško znati je li osoba oboljela od streptokokne upale grla bez pretrage kulture grla ili brzog testa za dokaz streptokoka. Ako osoba ima temperaturu i upalu grla s kašljem, iscjedak iz nosa, proljev te crvenilo i svrbež očiju, vjerojatniji uzrok upale grla je virus. Infektivna mononukleoza može uzrokovati natečene limfne čvorove u vratu i upalu grla, temperaturu i povećane krajnike. Dijagnoza se postavlja krvnom pretragom. Za infektivnu mononukleozu ne postoji propisano liječenje.

## Prevencija
Neki pojedinci češće obolijevaju od streptokokne upale grla od drugih. Odstranjivanje krajnika jedan je od načina na koji te osobe mogu prestati obolijevati od streptokokne upale grla. 
Streptokokna upala grla do koje dolazi tri ili četiri puta godišnje možda je dobar razlog za uklanjanje krajnika. Naravno, možete i pričekati s tom odlukom.

## Liječenje
Streptokokna upala grla bez liječenja obično traje nekoliko dana. Liječenje antibioticima potaknut će povlačenje simptoma 16 sati ranije. Glavni razlog liječenja antibioticima smanjivanje je rizika od dobivanja ozbiljnije bolesti. Neke od njih su, primjerice, bolest srca poznata kao reumatska groznica ili stvaranje gnojnih nakupina u grlu poznato i kao retrofaringealni apsces. Antibiotici će dobro djelovati ako se daju unutar razdoblja od devet dana nakon početka simptoma.

### Lijekovi protiv bolova
Lijekovi za ublažavanje bolova mogu pomoći pri ublažavanju bolova uzrokovanih upalom grla. 
Ti lijekovi obično obuhvaćaju nesteroidne protuupalne lijekove NSAID ili paracetamol, poznat i kao acetaminofen. Steroidi su također korisni, a među njima i viskozan lidokain. Odrasli mogu upotrijebiti aspirin. Djeci nije poželjno davati aspirin jer povećava vjerojatnost obolijevanja od Reyevog sindroma.

### Antibiotici
Penicillin V najčešći je antibiotik koji se upotrebljava u Sjedinjenim Državama u liječenju streptokokne upale grla. Popularan je jer je siguran, dobro djeluje i ne košta mnogo novaca. Amoksicilin se obično primijenjuje u Europi. U Indiji je vjerojatnost razvijanja reumatske groznice veća. Zbog toga se liječenje uobičajeno provodi lijekom benzatin penicilinom G koji se daje injekcijom. Antibiotici smanjuju prosječno trajanje simptoma, koji obično traju od tri do pet dana. Uz antibiotike se to vrijeme skraćuje za otprilike jedan dan. Ti lijekovi ujedno smanjuju širenje bolesti. Lijekovi se uglavnom rabe za sprječavanje pojave rijetkih komplikacija. Neke od njih obuhvaćaju reumatsku groznicu, osipe ili upale. Dobri učinci antibiotika trebaju se odmjeriti u odnosu na moguće nuspojave. 
Liječenje antibioticima ne smije se propisati zdravim odraslim osobama koje loše reagiraju na lijekove. Antibiotici se u liječenju streptokokne upale grla upotrebljavaju češće od očekivanog, s obzirom na ozbiljnost bolesti i njenu brzinu širenja. Lijek eritromicin (i ostali lijekovi poznati kao makrolidi) treba se rabiti ako je osoba alergična na penicilin.Cefalosporine mogu upotrebljavati osobe koje pate od slabijih oblika alergija. Streptokokne infekcije mogu uzrokovati oticanje bubrega (akutni glomerulonefritis). Antibiotici ne smanjuju vjerojatnost pojave tog stanja.

## Prognoze
Simptomi streptokokne upale grla obično slabe nakon otprilike tri do pet dana, uz lijekove ili bez njih.Liječenje antibioticima smanjuje rizik pojave ozbiljnije bolesti. Uz njih se bolest obično otežano širi. Djeca mogu nastaviti s pohađanjem škole 24 sata nakon prvog uzimanja antibiotika.
Streptokokna upala grla može uzrokovati sljedeće teške probleme:
- oni obuhvaćaju reumatsku groznicu[4] ili šarlah[20]
- smrtonosnu bolest poznatu kao sindrom toksičnog šoka[20][21]
- glomerulonefritis[22]
- bolest poznatu kao sindrom PANDAS.[22] To je imunološki problem koji uzrokuje iznenadne, katkada ozbiljne bihevioralne probleme.

## Vjerojatnost obolijevanja
Streptokokna upala grla dio je šire kategorije upale grla ili faringitisa. Otprilike 11 milijuna osoba u Sjedinjenim Državama svake godine oboli od upale grla. Upalu grla u većini slučajeva uzrokuju virusi. Bakterije beta-hemolitičkog streptokoka skupine A uzrokuje od 15 do 30 posto upala grla u djece. Taj postotak u odraslih iznosi od 5 do 20 posto. Najčešće se obolijeva u kasnu zimu ili rano proljeće.